# Pulschnitz (Münchberg)
Pulschnitz ist ein Gemeindeteil der Stadt Münchberg im Landkreis Hof (Oberfranken, Bayern). Pulschnitz liegt in der Gemarkung Straas.

## Geografie
Der Weiler bildet mit Pulschnitzberg im Norden eine geschlossene Siedlung. Sie liegt an der Bundesstraße 289, die nach Poppenreuth (2 km östlich) bzw. nach Schödlas verläuft (1,5 km südwestlich). Östlich des Ortes entspringt der Erbbach, ein linker Zufluss der Pulschnitz.

## Geschichte
Von 1797 bis 1810 unterstand Pulschnitz dem Justiz- und Kammeramt Münchberg. Infolge des Ersten Gemeindeedikts wurde Pulschnitz dem 1812 gebildeten Steuerdistrikt Straas und der zugleich entstanden Ruralgemeinde Straas zugewiesen. Im Zuge der Gebietsreform in Bayern wurde Pulschnitz am 1. Juli 1972 nach Münchberg eingemeindet.

### Baudenkmäler
- Kreuzstein[6]

### Einwohnerentwicklung
| Jahr      | 1812  | 1819  | 1861  | 1871   | 1885   | 1900   | 1925   | 1950   | 1961   | 1970   | 1987   |
| Einwohner | *     | *     | 35    | 15     | 27     | 24     | 24     | 41     | 18     | 22     | †      |
| Häuser    | *     |       |       |        | 4      | 3      | 4      | 4      | 4      |        | †      |
| Quelle    | [ 4 ] | [ 8 ] | [ 9 ] | [ 10 ] | [ 11 ] | [ 12 ] | [ 13 ] | [ 14 ] | [ 15 ] | [ 16 ] | [ 17 ] |

## Religion
Pulschnitz ist bis heute nach  St. Peter und Paul (Münchberg) gepfarrt und evangelisch-lutherisch geprägt.